# Camulos
Dans la mythologie celtique protohistorique et antique, Camulos ou Camulus est un dieu de la guerre.

## Étymologie
Le nom Camulos pourrait signifier « puissant », « champion » ou « affairé » en gaulois.

## Présence dans le monde celtique
Le dieu Camulos est présent en Grande-Bretagne et en Gaule, chez les Belges et les Rèmes, ainsi qu'en Rhénanie, en Dalmatie et à Rome. Il donne notamment son nom à l'oppidum de Camulodunum (la « forteresse de Camulos ») dans l'Essex,.

## Divinités associées
Par interpretatio romana, Camulos est associé à Mars, le dieu romain de la guerre,. Il existait un autel à Dumbarton avec l'inscription Deo Marti Camulo[réf. souhaitée], et une inscription gallo-romaine à « Mars-Camulos » a été découverte dans le camp romain d'Arenacum (à Rindern (de) en Allemagne).
Les tentatives de rapprocher Camulos aux figures de Cumhal dans la mythologie celtique irlandaise et à Old King Cole (en) dans le folklore britannique sont rejetées par la recherche récente.